# Coffre-tirelire
 (mai 2014).
Si vous disposez d'ouvrages ou d'articles de référence ou si vous connaissez des sites web de qualité traitant du thème abordé ici, merci de compléter l'article en donnant les références utiles à sa vérifiabilité et en les liant à la section « Notes et références ».
Un coffre-tirelire est un coffre-fort utilisé pour le dépôt temporaire sécurisé de valeurs constituées en chèques, billets de banque et pièces de monnaie.

## Caractéristiques
Ce coffre de dimension variable a la particularité d'être équipé d'un orifice semblable à celui des urnes ou des tirelires dont il tire son nom. Cet orifice est disposé de manière à recevoir des enveloppes contenant des valeurs. Le passage est protégé pour interdire toute intrusion susceptible de dérober le contenu du coffre par cette voie (dispositif anti-pêche).
Pour éliminer les risques de braquage et de cambriolage, la clé ou au moins une des clés nécessaires  à l'ouverture de la porte du coffre n'est jamais conservée sur place. Elle est confiée à des agents releveurs des transporteurs de fonds qui recueillent le contenu pour le transférer en camion blindé.    
Habituellement, ce coffre est également équipé de systèmes d'alarme, d'une serrure à ouverture temporisée, d'un châssis scellé et placé dans un local lui-même protégé.

## Implantation
Ces appareils sont généralement installés :
- dans des endroits exposés aux agressions (caisse de magasin, guichet de banque, etc.),
- à disposition de la clientèle, dans les guichets en libre-service des agences bancaires.

## Autres coffres-tirelires
Par extension cette appellation définit aussi un coffret ou une caisse muni d'une fente (ex : coffre de mariage) permettant de recevoir des dons.